# Ahaus Alstätter Eisenbahn
 (novembre 2008).
Si vous disposez d'ouvrages ou d'articles de référence ou si vous connaissez des sites web de qualité traitant du thème abordé ici, merci de compléter l'article en donnant les références utiles à sa vérifiabilité et en les liant à la section « Notes et références ».
Pour les articles homonymes, voir AAE.
Ahaus Alstätter Eisenbahn AG (AAE) est une entreprise ferroviaire spécialisée dans la location de wagons à marchandises, ayant son siège social à Zoug en Suisse et présente commercialement dans plusieurs pays d'Europe.

## Histoire
La société a été fondée en 1989 pour reprendre la concession d'une ligne de chemin de fer privée de 9,3 km entre Ahaus et Alstätte en Allemagne jusqu'à Enschede aux Pays-Bas, d'où son ancien nom d'Ahaus-Enscheder Eisenbahn (AEE). L'exploitation de cette ligne s'est terminée en 2007.
AAE a ensuite développé son parc de wagons, tant pour le fret classique que pour le transport combiné, et est devenu le premier loueur privé de wagons en Europe avec un parc de 30 000 unités.
En 1996, AAA AAE, commande 400 wagons du type Remafret à la société Remafer Reims.
La société est membre de l'UIC (Union internationale des chemins de fer) et de l'organisation RIV (Regolamento internazionale veicoli) qui définit les règles d'échange et de circulation entre les différents réseaux de chemins de fer en Europe.
En 2015, AAE a été acquise par VTG AG, une entreprise de logistique ferroviaire basée à Hambourg, en Allemagne.